# Charles Thompset
Charles Thompset (nacido en el Reino Unido) fue un futbolista argentino de origen británico de la era amateur de este deporte. Se desempeñó como mediocampista y desarrolló su carrera en Rosario Central.

## Carrera

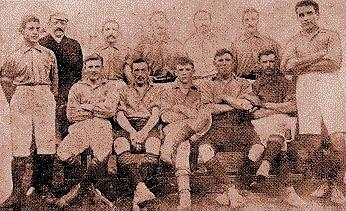
Rosario Central en 1907. Parados: A. Postel, Stockens, Juan Díaz, J. M. H. Grant, C. H. Nissen, Thompset, Zenón Díaz; sentados: Dawes, Danny Green, Harry Hayes, E. Palling, Wells.

Debutó en el canalla en 1905, jugando la Copa Santiago Pinasco. Si bien los datos estadísticos de la época no son completos, se sabe que jugó al menos 11 encuentros con la casaca auriazul. En 1908 sufrió un accidente ferroviario por el que debieron amputarle una pierna, finalizando así su carrera. El 20 de septiembre de ese año se jugó el clásico rosarino, con triunfo canalla 9-3, y la recaudación fue destinada para su recuperación. Sus compañeros se juraron conseguir el título de la Copa Vila en su nombre y lo lograron. Además cabe destacar que formó parte del equipo de Central que derrotó oficialmente a Newell's por primera vez, el 8 de septiembre de 1907, con resultado 2-0.

## Clubes
| Club            | País      | Año       |
| --------------- | --------- | --------- |
| Rosario Central | Argentina | 1905-1908 |

## Palmarés
| Equipo          | País      | Título            | Año  |
| --------------- | --------- | ----------------- | ---- |
| Rosario Central | Argentina | Copa Nicasio Vila | 1908 |